# Ħalfa Rock
Ħalfa Rock (maltština: Il-Ġebla tal-Ħalfa nebo Il-Blata tal-Ħalfa) je opuštěný malý ostrůvek a vápencová skála na jihovýchodním pobřeží ostrova Gozo v Maltském souostroví. Je typický vegetací typu garrigue s výskytem endemických rostlin rudohlávek jehlancovitý .
Skála má rozlohu přibližně 0,0048 km², o maximální délce 95 a průměrné šířce asi 50 m. Je součástí stejné geologické formace jako například ostrov Comino. Ħalfa Rock se nachází přibližně 65 m od obce Qala na jižním pobřeží Goza.

## Původ jména
Původ jména Tal-Ħalfa je předmětem dohadů. Slovo 'ħalfa' znamená v maltštině přísaha' nebo slib'. Místní legenda spojuje jméno ostrůvku s Turgut Reisem, slavným osmanským pirátským válečníkem a admirálem, který přísahal, že se pomstí za smrt svého bratra na ostrově Gozo. Podle této legendy byl Dragutův bratr zabit na Gozu při nájezdu na ostrov v roce 1544. Slavný pirát požádal o bratrovu mrtvolu, aby ji slavnostně pohřbil. Gozitané však odmítli a spálili ho před Dragutovýma očima na v citadelle ostrova Gozo.. Říká se, že když Turci se chystali na lodích opouštěli město Gozo, Dragut vystoupil na nedalekou velkou skálu, nyní známou jako il-Ġebla tal-Ħalfa ( Vow Rock), kde přísahal, že se vrátí a vykoná svou pomstu na lidu ostrova.. V roce 1551 Dragut obléhal město Mdinu, ale poté, co si vzpomněl na svůj slib, ukončil obléhání a odplul, aby zaútočil na Gozo, kde poté vzal téměř celou populaci ostrova do otroctví.
Další legenda vypráví, že Dragut po nájezdu na maltské ostrovy proplouval kolem pobřeží Gozo a na této části pobřeží uviděl vinici. Zatoužil po jejích hroznech, zeptal se, zda by se některý z jeho námořníků nabídl, že pro hrozny na břeh doplave. Jeden z jeho synů se k tomu zavázal. Když se vrátil na loď, daroval otci hrozen i s listy a kořeny vytrhanými z úrodné půdy. Dragutovi nezbývalo nic jiného, než odsoudit svého syna k smrti, protože muslimovi bylo zakázáno zakořenit vinnou révu. Zarmoucený Dragut přísahal, že už nikdy v životě nebude jíst hrozny a dal nedalekému skalnatému ostrůvku jméno.

## Přírodní prostředí a život

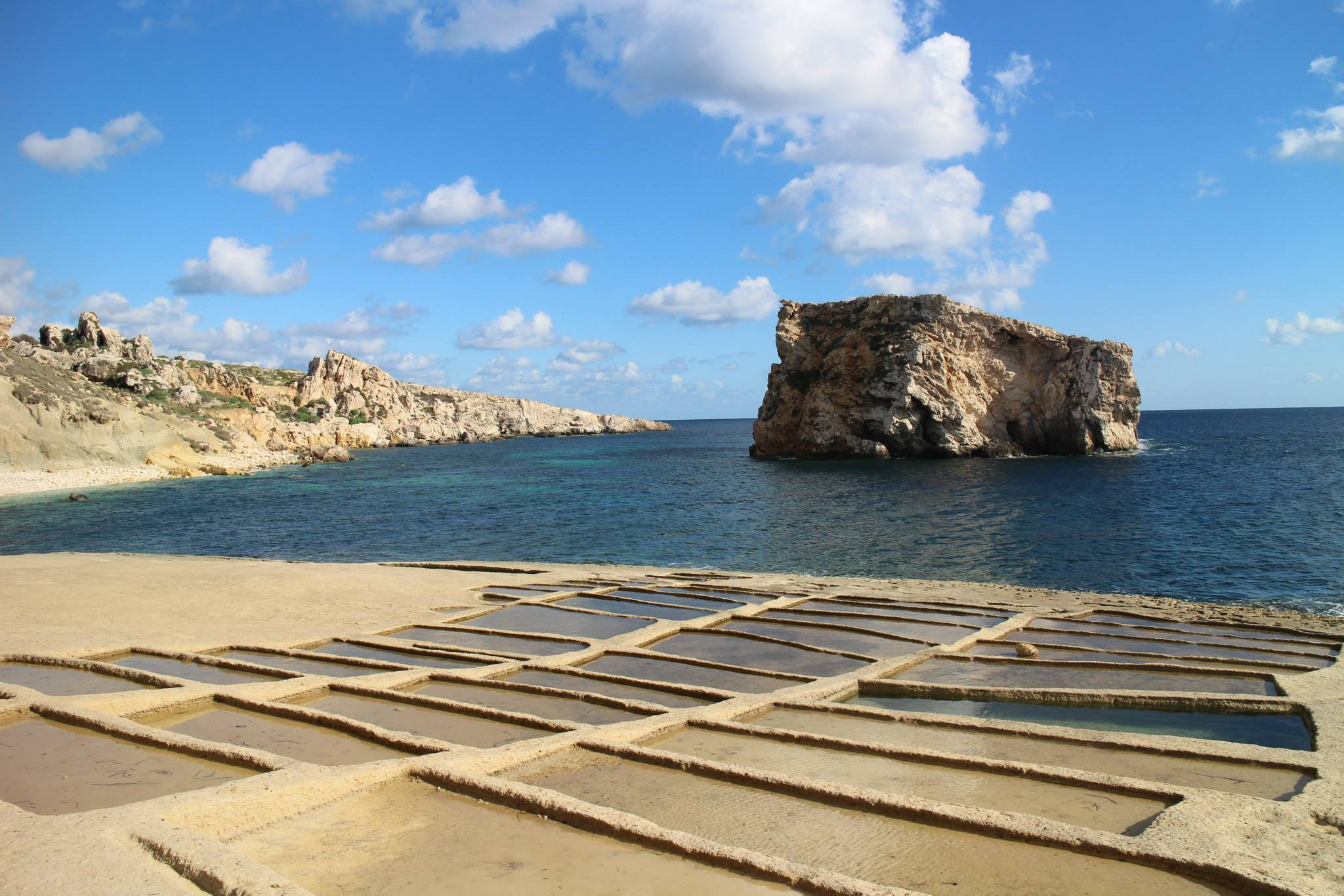
Solné pánve u Ħalfa Rock.

Zdá se, že ostrůvek postrádá pozůstatky činnost lidí a neexistují žádné záznamy o jeho obyvatelích. Nicméně ostrůvek byl zřejmě součástí obranného systému hřebene Tal-Qassis s výhledem na kanál mezi Qalou a Comino.. Ħalfa Rock leží poblíž odlehlé oblázkové pláže s velkými oblázky a zlatým pískem a v moři leží řetěz ponořených skal, souhrnně známý jako Ġebel tal-Ħalfa.. Skála také sloužila jako značka v každoroční soutěži v plavání ve volné vodě na trati Malta-Gozo-Malta.
Na ostrůvku existují dvě odlišná vegetační společenstva. Ve spodní oblasti dominují spíše keřovité porosty druhu Tecticornia arbuscula a rostliny druhu slanomil velkoklasý (Arthrocnemum macrostachyum), zatímco rostliny svlačcovité (Convolvulus oleifolius) převládají v centrální oblasti ostrova.
Mezi další důležité druhy vyskytující se v oblasti patří limonka (Limonium melitensis) a mrkev (Daucus rupestris), která je na Maltských ostrovech subendemická. Horní oblast ostrůvku je značně kolonizována lipnicovou trávou (Lygeum spartum) a najdeme zde také svlačec olivovolistý, rudohlávek jehlancovitý (Anacamptis urvilleana), maltský česnek (Allium melitense), pupavu obecnou (Carlina involucrata) a dva zakrslé stromy druhu řečík lentišek (Pistacia lentiscus).
Fauna na tomto ostrůvku zahrnuje izolovanou populaci endemické ještěrky maltské (Podarcis filfolensis) a endemického mlže (Muticaria macrostoma forma oscitáni). Tyto živočišné druhy jsou izolovány od pevninských populací a mají tedy potenciál si vyvinout a uchovat specifické vlastnosti.
Studie mořského dna kolem skály naznačily existenci silné vrstvy podmořského jílu na skalním podloží, který podporuje výskyt druhu místních krevet (Upogebia mediterranea), které si v jílu vyhrabávají úkryty. Na mnoha místech se pod hladinou se kolonie pomořských řas mísí s rostlinami druhu posidonie mořská (Posidonia oceanica), rostoucí na zdejším jemném písku.

## Ochrana přírody

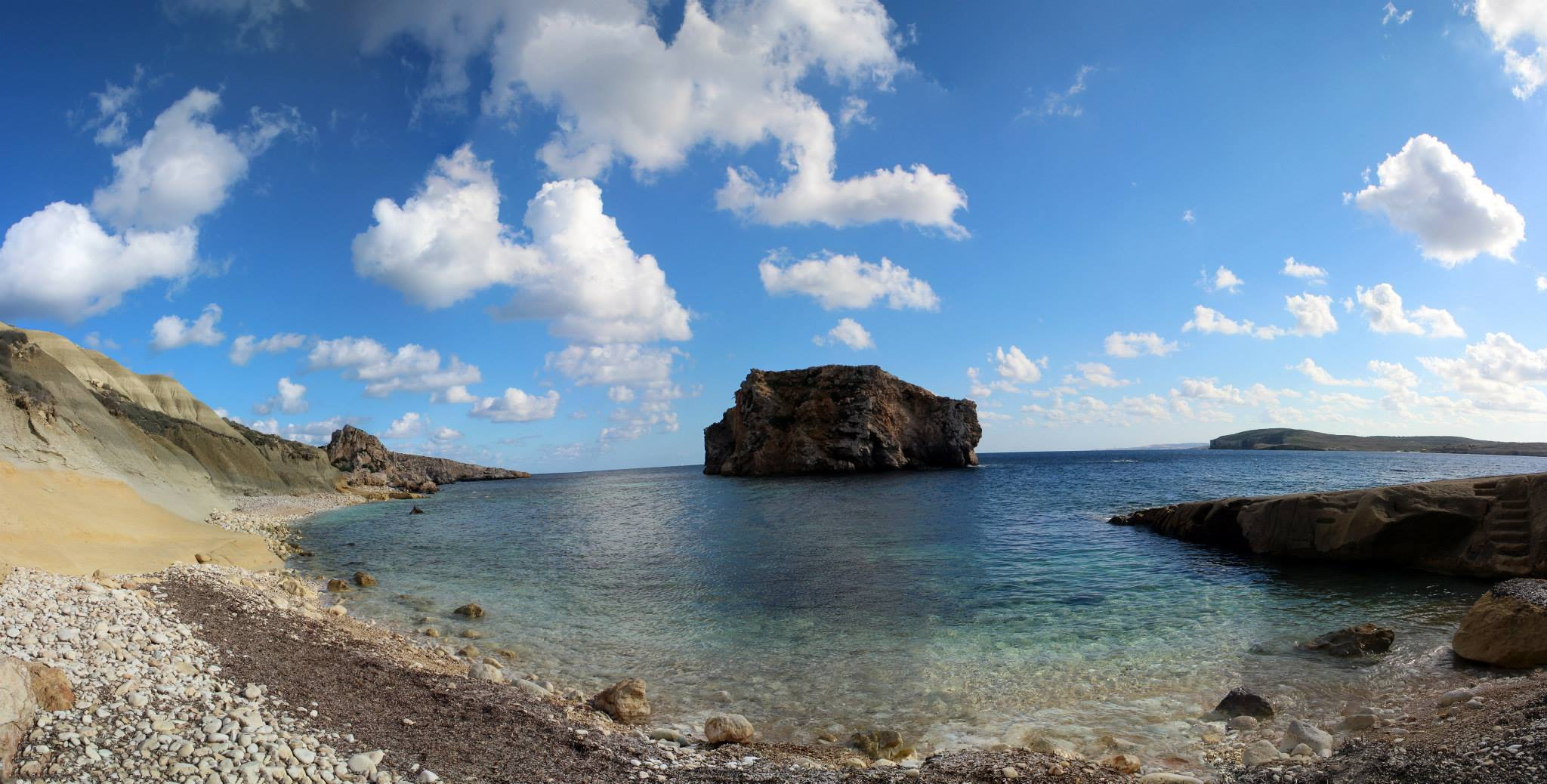
pohled na Ħalfa Rock z nedaleké pláže.

Ħalfa Rock je na seznamu přírodního dědictví Maltských ostrovů, a zachovává si status oblasti vysokého ekologického významu, pročež je předmětem zvláštní oblastní ochrany. Úředně je skála Ħalfa místem vědeckého významu 1. úrovně z hlediska (ekologie) a místo vědeckého významu 2. úrovně z pohledu (geomorfologie) na základě vládního nařízení č. 827/02 ve vládním věstníku ze dne 20. září 2002.

## Média a umění
Ostrůvek se objevuje v dobrodružné knize pro děti s názvem Il-Ġebla tal-Halfa od Pawlu Mizziho.